# Wiktor Smirnow
Wiktor Iljicz Smirnow (ros. Виктор Ильич Смирнов, ur. 1929) – radziecki działacz partyjny.

## Życiorys
Rosjanin, od 1951 należał do WKP(b), ukończył Instytut Pedagogiczny w Wysznim Wołoczoku, zaocznie Wyższą Szkołę Partyjną przy KC KPZR i Akademię Nauk Społecznych przy KC KPZR, został kandydatem nauk historycznych. Od 1951 funkcjonariusz komsomolski i partyjny w obwodzie kaliniński (twerskim), w latach 1966-1975 sekretarz Komitetu Obwodowego KPZR w Kalininie (Twerze), kolejno w latach 1975-1984 kierownik sektora Wydziału Pracy Organizacyjno-Partyjnej KC KPZR. Od 14 sierpnia 1984 do 1988 II sekretarz KC Komunistycznej Partii Mołdawii, od 6 marca 1986 do 2 lipca 1990 zastępca członka KC KPZR, od 1988 na emeryturze. Deputowany do Rady Najwyższej ZSRR XI kadencji.